# Greve da Confederação Coreana de Sindicatos em 2021
A greve da Confederação Coreana de Sindicatos de 2021 é uma série de greves gerais organizadas pela Confederação Coreana de Sindicatos, começando em julho de 2021, com uma greve muito maior em outubro de 2021. A greve de outubro foi uma das maiores greves gerais no país pós-regime autoritário, com cerca de 550.000 trabalhadores entrando em greve.

## Contexto
A Confederação Coreana de Sindicatos (CCS), traduzida literalmente como Confederação Nacional Democrática de Sindicatos, também conhecida como Minju-nochong (em coreano:  민주노총 ; acrônimo para CCS no idioma coreano) é uma central sindical nacional, oficialmente estabelecido em 1995. Após os protestos sul-coreanos de 2016–17 (Demonstrações à luz de velas), a CCS teve um crescimento acelerado na adesão ao sindicato, alcançando 963.035 membros em 2018 e tornando-se a maior confederação sindical industrial da Coreia.

## Greve
Em 3 de julho, cerca de 8.000 trabalhadores da CCS se reuniram no centro de Seul, pedindo melhores salários e melhores medidas de segurança contra acidentes de trabalho. A manifestação havia sido planejada originalmente para acontecer em Yeouido, mas a polícia havia levantado barricadas na área. O governo se recusou a emitir uma licença para a manifestação, citando as restrições da COVID. No entanto, apenas 3 trabalhadores testaram positivo para COVID-19 após o protesto. Em 23 de julho, cerca de 400 membros da CCS realizaram uma manifestação em Wonju pedindo melhores condições de trabalho, apesar de várias centenas de policiais tentarem dispersar a manifestação.
Em meados de agosto, um mandado de prisão foi emitido para Yang Kyung-soo, o presidente do CCS, sob o pretexto de ter violado as exigências de distanciamento social diante da pandemia de COVID-19. Em 2 de setembro, ele foi preso pela polícia sul-coreana. O CCS reagiu à prisão divulgando um comunicado chamando-a de "uma declaração de guerra do governo Moon Jae-in" e prometeu organizar um "forte ataque".
Em 10 de outubro, o conselho municipal de Seul anunciou que proibiria a CCS de realizar comícios na cidade naquele mês. Em 14 de outubro, o CCS declarou que pretendia realizar a greve geral na semana seguinte. Entre as principais demandas da greve estariam melhores condições de trabalho e regularização para trabalhadores irregulares, um aumento no salário mínimo e um maior foco nos direitos trabalhistas durante as próximas eleições presidenciais sul-coreanas de 2022.
Em 19 de outubro, o primeiro-ministro Kim Boo-kyum pediu que o CCS cancelasse a greve, declarando que "esta greve geral não é de forma alguma útil para a segurança da comunidade e é simplesmente irresponsável". O presidente Moon Jae-in também pediu que o sindicato parasse a greve, afirmando que era "um momento crítico para toda a nação se preparar para a recuperação diária em novembro com uma só mente". O conservador Novo Conselho Nacional de Representantes Estudantis colocou cartazes em cerca de 100 campi de ensino superior criticando a greve, declarando que entraria com um processo policial contra o sindicato e que o sindicato estava "ignorando as esperanças de 7 milhões de proprietários de pequenos negócios".
Em 20 de outubro, cerca de 550.000 membros da CCS abandonaram seus empregos, com mais 80.000 participando de grandes comícios em 13 cidades diferentes. Em Seul, cerca de 12.000 policiais foram destacados para evitar que os trabalhadores realizassem uma manifestação na Gwanghwamun Plaza, bloqueando também as estações do metrô próximo. Alguns grevistas relataram confrontos com a polícia depois que a manifestação começou a marchar em direção à estação Seodaemun, enquanto a polícia tentava interromper a manifestação. Posteriormente, a polícia afirmou que pretendia processar os organizadores da manifestação por violar as restrições da COVID-19.